# Salvator Mundi

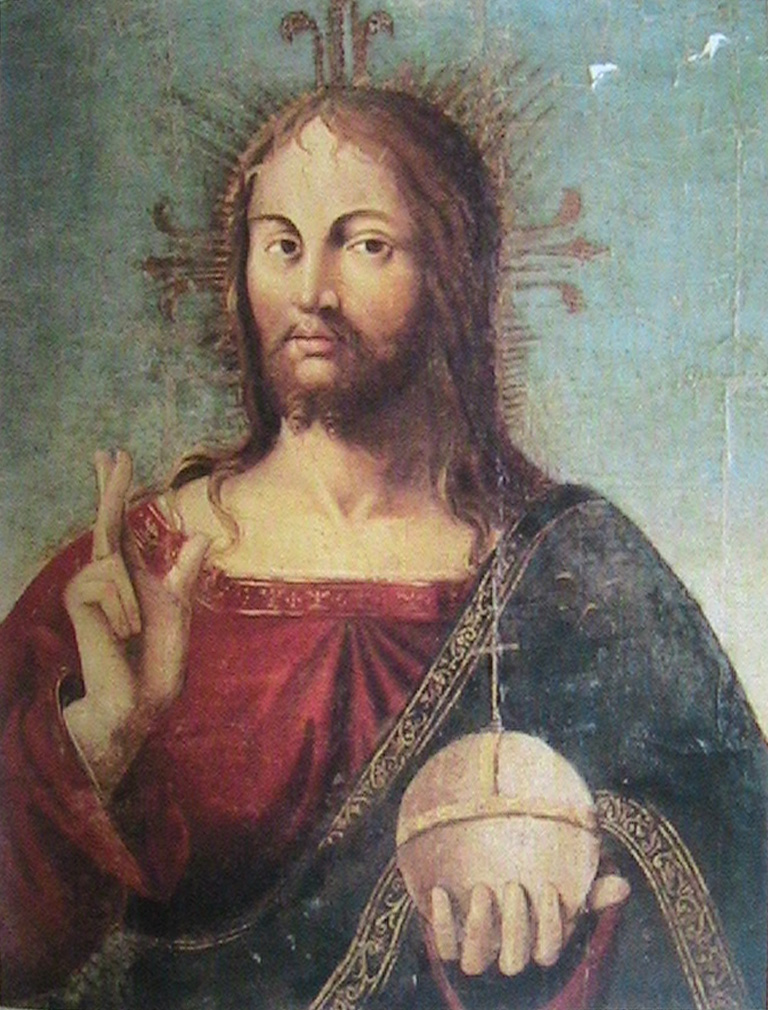
Salvator Mundi, door Antonello da Messina.

Salvator Mundi (Redder van de wereld) is een kunstzinnig motief in het christendom. Het komt voort uit de christelijke leer, waarbij Christus door zijn kruisdood de wereld zou hebben gered (van de erfzonde).
In de schilderkunst werd het motief gewoonlijk vertolkt door Christus af te beelden met in zijn linkerhand een bol die voorzien is van een kruis, en zijn rechterhand zegenend opgeheven. Bekende voorbeelden daarvan zijn de Salvator Mundi's door Titiaan en door Leonardo da Vinci. Ook in de beeldhouwkunst komt deze uitbeelding voor.
Daarnaast zijn er muziekwerken bekend geworden onder deze term, met name een van Thomas Tallis uit 1575 op de gebedstekst Salvator mundi, salva nos.., ofwel: 'Redder van de wereld, red ons'. Latere componisten, zoals John Blow, werden op hun beurt hier weer door geïnspireerd.

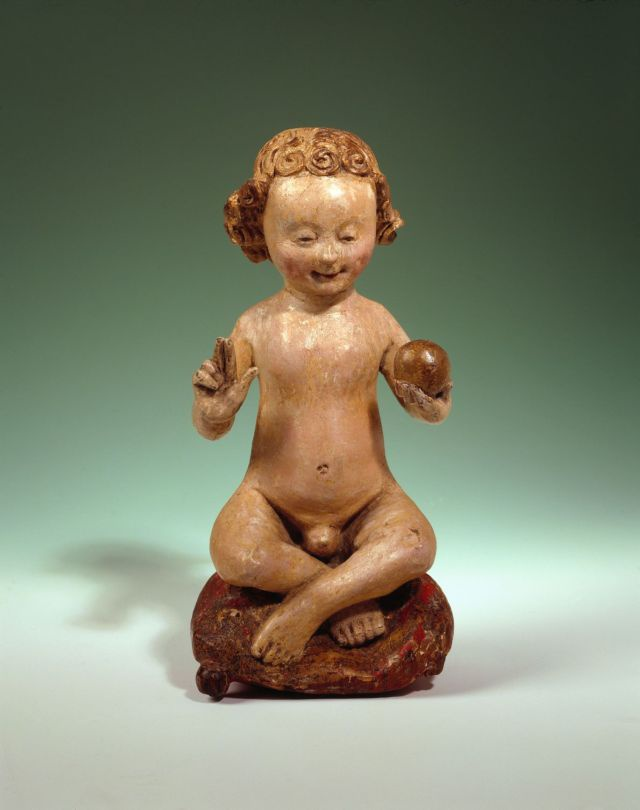
Zittend Christuskind als Salvator Mundi, onbekend kunstenaar begin 16e eeuw, Museum Catharijneconvent.

## Schilderijen
Voorbeelden van Salvator Mundi als een centraal motief in de schilderkunst (15e en 16e eeuw):

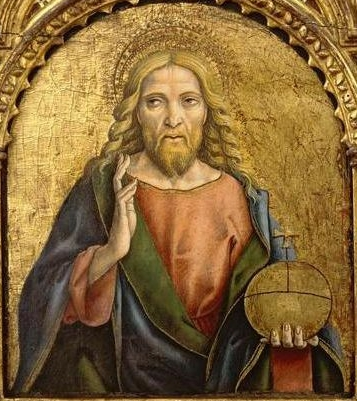
Carlo Crivelli, Cristo benedicente (c. 1472)
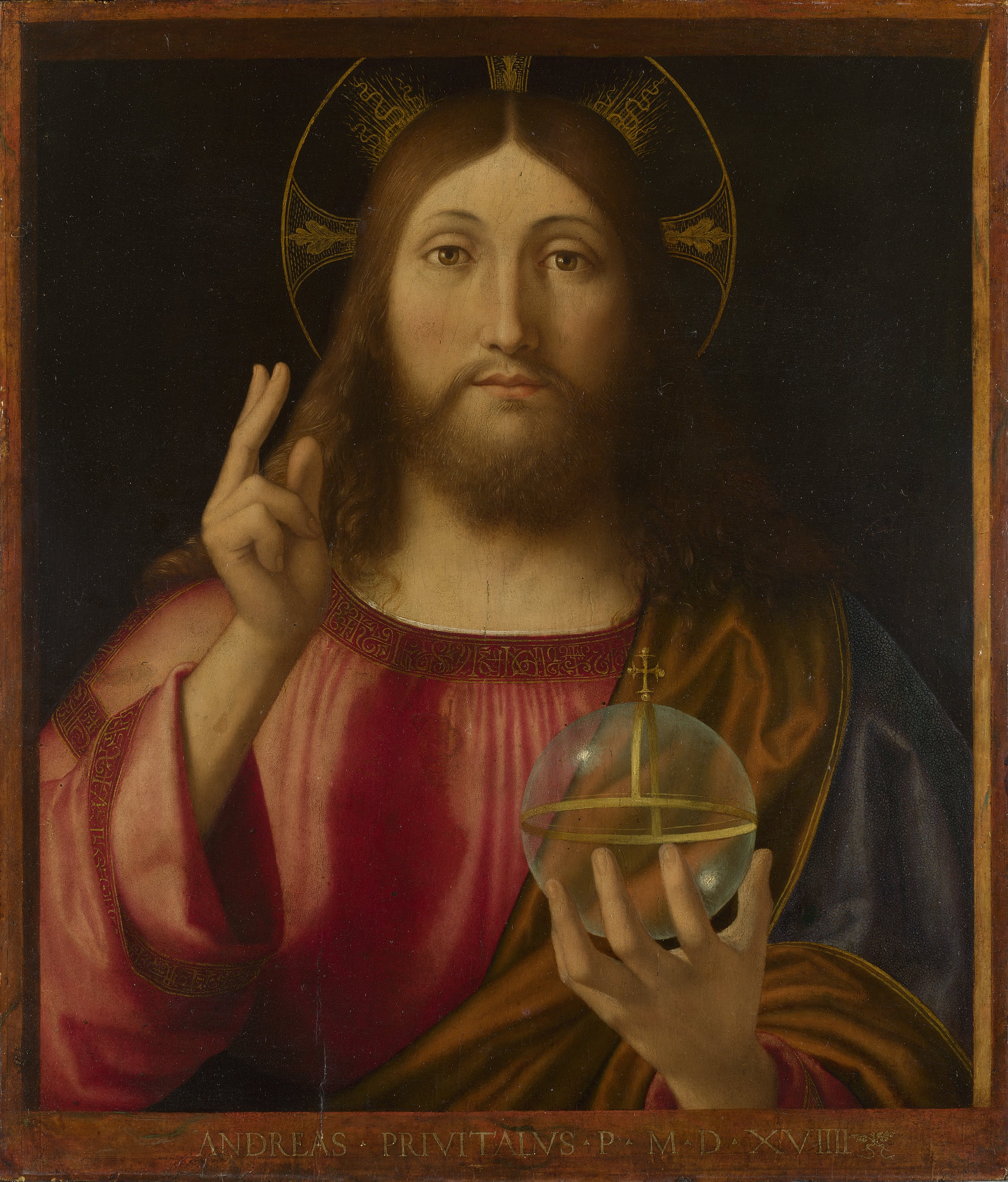
Andrea Previtali, Salvator Mundi (1519)
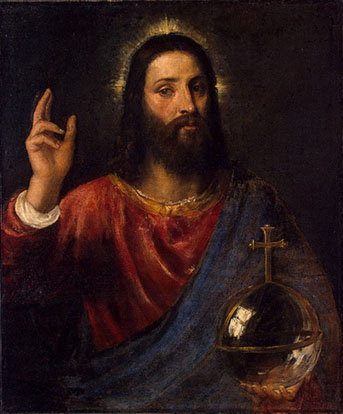
Titian's version of Salvator Mundi (1570)
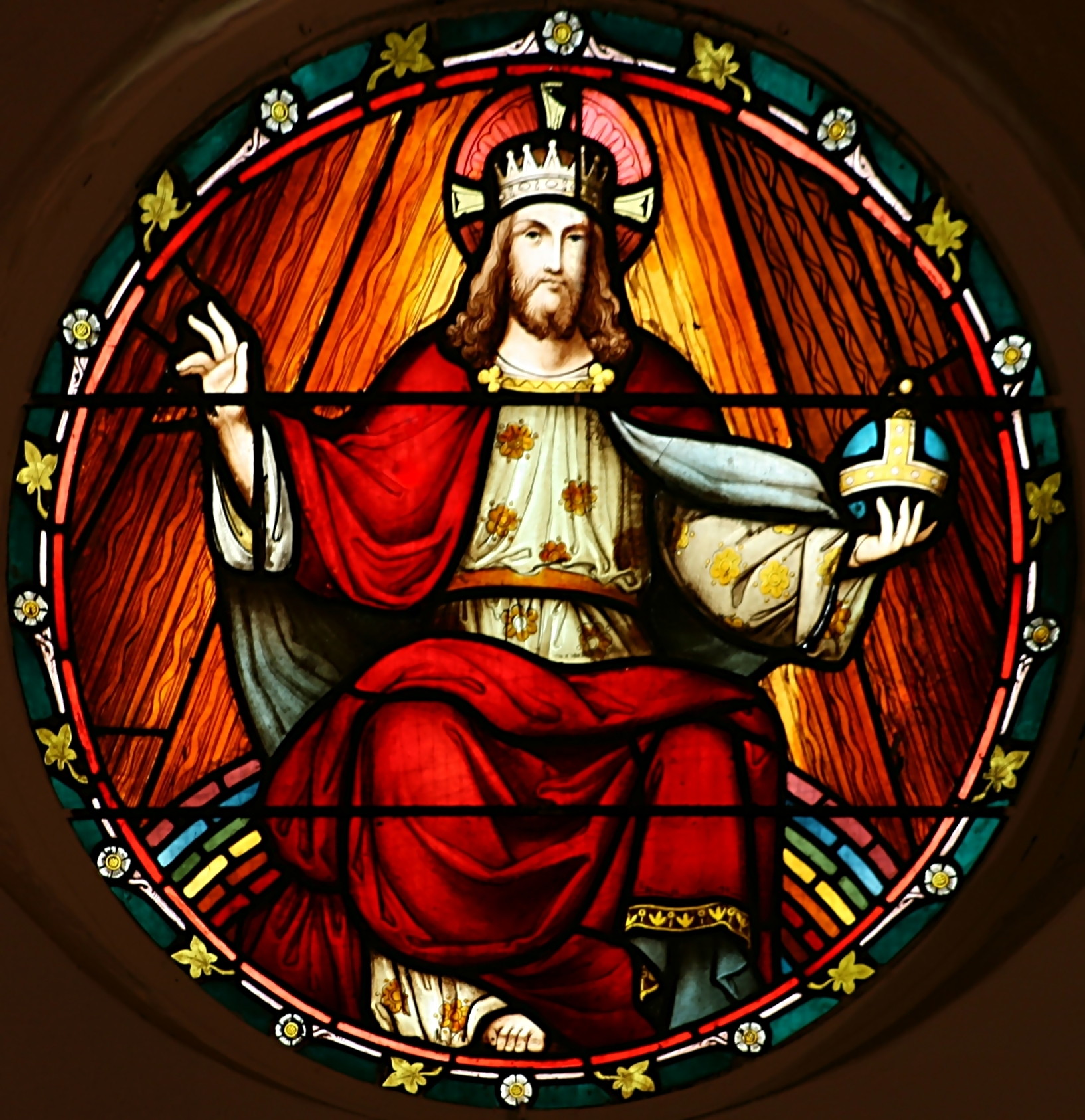
Stained glass panel in the transept of St. John's Anglican Church, Ashfield, New South Wales